# Вознесенське сільське поселення (Амурський район)
Вознесе́нське сільське поселення (рос. Вознесенское сельское поселение) — сільське поселення у складі Амурського району Хабаровського краю Росії.
Адміністративний центр — село Вознесенське.

## Населення
Населення сільського поселення становить 1843 особи (2019; 2269 у 2010, 2666 у 2002).

## Історія
Вознесеновська сільська рада була утворена на початку 1930-тих років у складі Нижньотамбовського району, 22 листопада 1932 року — Комсомольського району, 21 червня 1934 року передана до складу Нанайського району, 10 березня 1935 року повернута до складу Комсомольського району. 27 травня 1935 року сільська рада перейшла у підпорядкування міста Комсомольськ-на-Амурі. 2 липня 1954 року до складу сільської ради приєднано ліквідовані Діппинську сільську раду та Свободненську сільську раду. 13 грудня 1956 року до складу сільської ради передана частина Хунгарійської сільської ради.
14 січня 1965 року сільська рада передана до складу Амурського району. 30 травня 1978 року сільська рада перейменована у Вознесенську. 1992 року сільська рада перетворена в сільську адміністрацію, 2004 року — в сільське поселення.

## Склад
До складу сільського поселення входять:
| Населений пункт    | Населення, осіб (2002) | Населення, осіб (2010) |
| ------------------ | ---------------------- | ---------------------- |
| Вознесенське, село | 2390                   | 2061                   |
| Діппи, село        | 69                     | 36                     |
| Риббаза, село      | 75                     | 50                     |
| Усть-Гур, село     | 132                    | 122                    |